# 玄贞观
40°24′06″N 122°21′31″E / 40.40167°N 122.35861°E
玄贞观位于中国辽宁省盖州市红旗大街西关路，又称玄帝庙、上帝庙，因供奉玄武大帝而得名。1988年被列为第三批全国重点文物保护单位
玄贞观始建于明洪武十五年（1382年），清代曾多次修缮。主要建筑大殿为单檐庑殿顶，面阔八间，进深四间。山门为清代重建。